# 王士雄
王士雄，字孟英，浙江海寧人，清朝醫家，溫病學派重要代表人物。
居於杭，世爲醫，咸豐中，杭州陷，轉徙上海，當時因戰亂，疫病大作，經他治療的病患，大多全活，名震吳越。他繼承了吳又可、葉天士、吳鞠通的學說，著有《霍亂論》、《溫熱經緯》、《隨息居飲食譜》。《溫熱經緯》一書，集溫病學之大成，溯本求源，綱舉目張，匯編溫病文獻，被認為是習溫病學的入門必讀之作。

## 外部連結
- 溫熱經緯 （页面存档备份，存于） 中藥方劑像數據庫  (香港浸會大學中醫藥學院) （中文）（英文）
- 霍亂論 （页面存档备份，存于） 中藥方劑像數據庫  (香港浸會大學中醫藥學院) （中文）（英文）